# Slop (chimica)

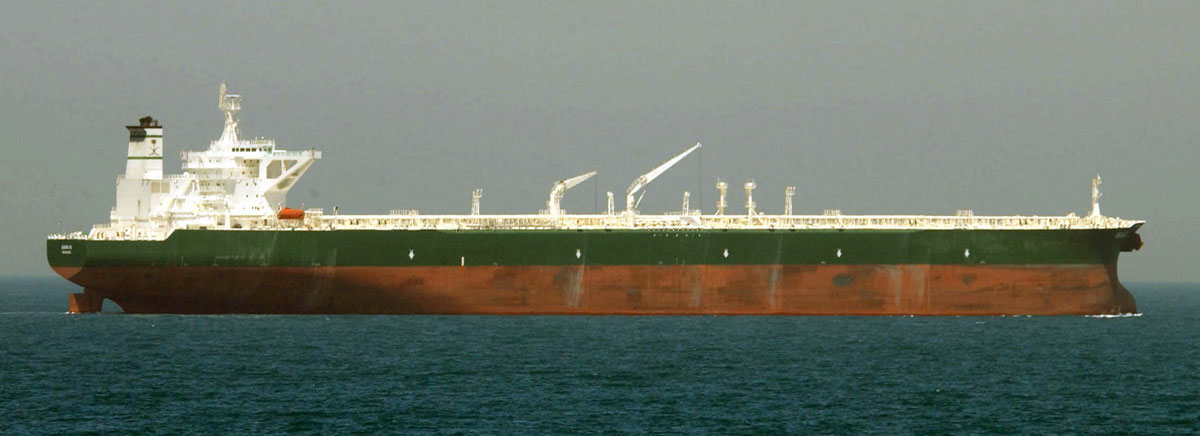
La superpetroliera Ab Qaiq

Lo slop è un materiale costituito da idrocarburi pesanti e altre impurezze, generatosi dai residui di prodotto petrolifero misto ad acqua.

Lo slop si forma tipicamente dai depositi che si sedimentano sulle pareti dei serbatoi di navi, cisterne e aerei: si tratta di una sostanza inquinante e pericolosa che va trattata adeguatamente (come ad esempio la distillazione controllata in basse percentuali insieme al greggio).
In passato gli slop e altre sostanze inquinanti potevano venire rilasciate in mare mediante i sistemi di pulizia delle petroliere. Nel tempo i sistemi si sono raffinati portando all'attuale "crude oil washing" che limita al minimo gli sversamenti in mare .
La convenzione internazionale MARPOL (MARine POLlution) vieta il rilascio in mare di slop particolarmente dannosi (ma autorizza lo sversamento in mare di altre acque di lavaggio cisterne, con basso impatto ecologico) e regola il "crude oil washing".